# Škoda Felicia
Der Škoda Felicia ist ein Personenkraftwagen von Škoda, der zwischen Oktober 1994 und Juni 2001 als Nachfolger des Škoda Favorit produziert wurde. Die Kombiversion, als Nachfolger des Forman, hieß nun Felicia Combi und erschien im Juli 1995 im Verkauf.

## Geschichte
Der Felicia ist in der Erstversion (1994 bis 1998) der erste Škoda nach der Übernahme durch die Volkswagen AG, der unter technischer Beteiligung von VW gebaut wurde, wenn er auch in seinen Grundzügen auf dem Vorgänger Favorit basierte. Zahlreiche VW-Teile beziehungsweise Teile von VW-Zulieferern wurden verbaut, so stammte der 1,6-l-Benzinmotor wie auch der Diesel von Volkswagen. Auch die Außenspiegel stammten vom VW Polo III.

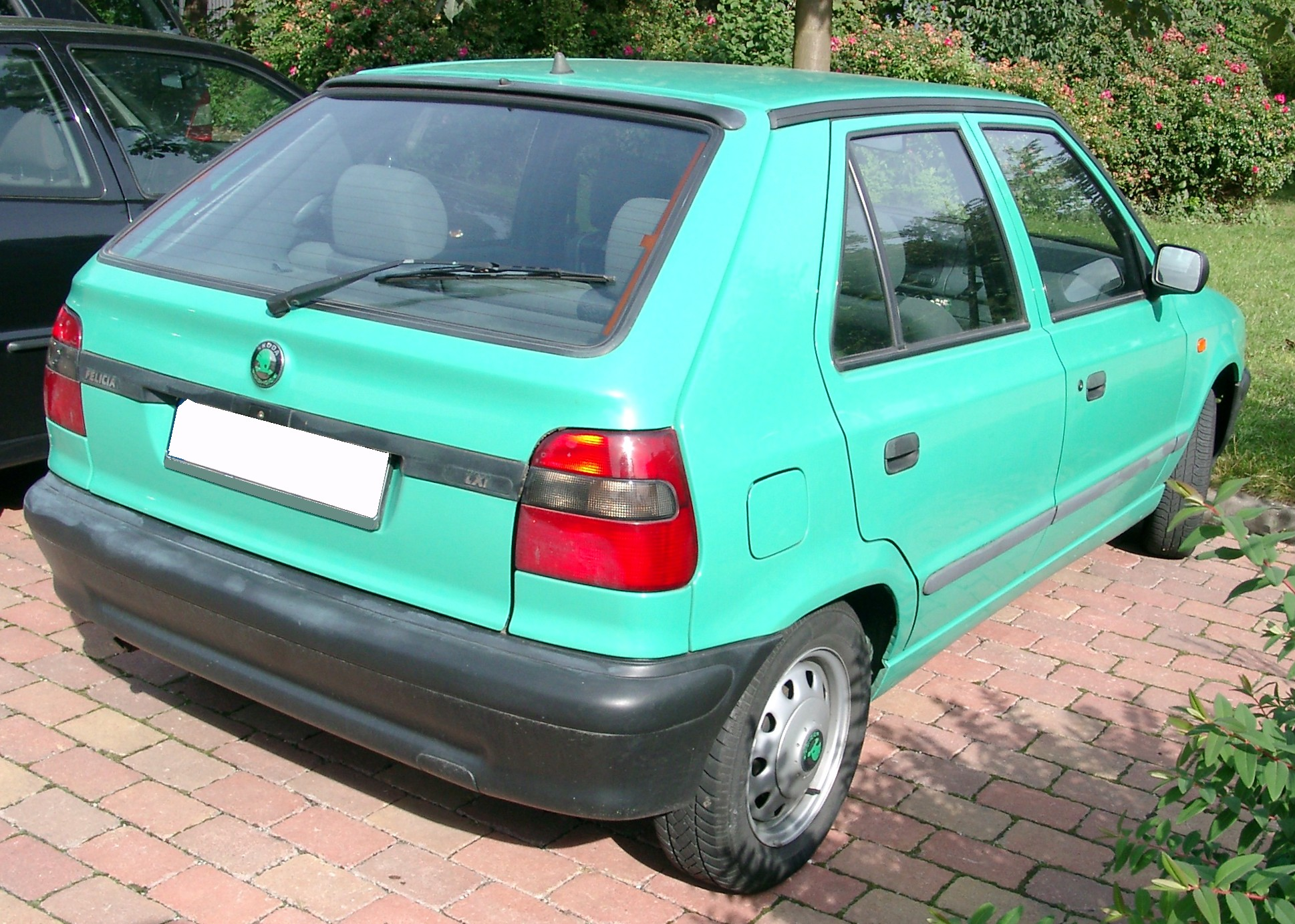
Heck des Felicia
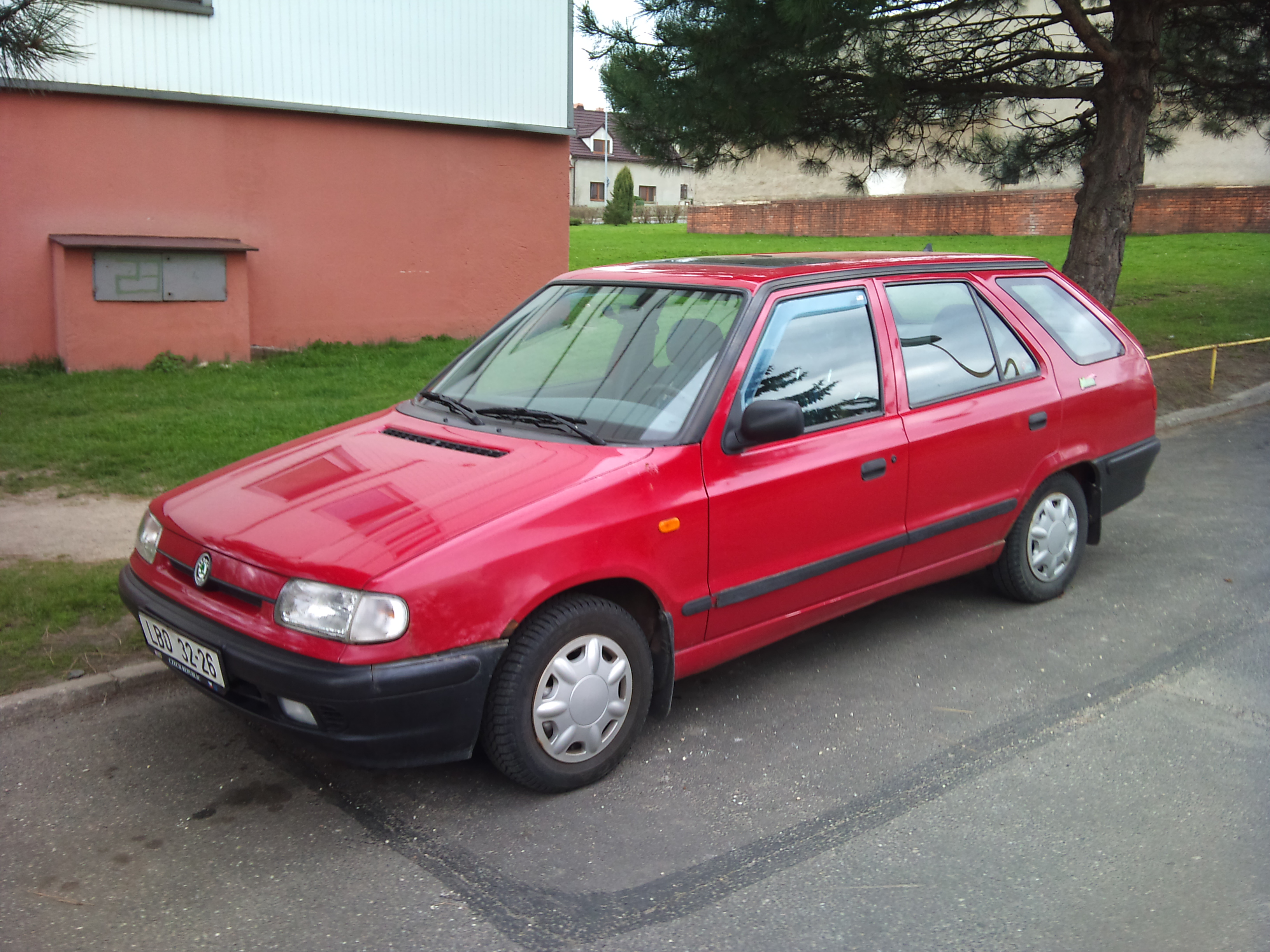
Škoda Felicia Combi (1995–1998)

Im Januar 1998 erhielt der Felicia ein Facelift, bei dem dann noch mehr an VW-Technik in den Felicia einfloss. Ebenfalls 1998 gab es ein Konzept namens Felicia Golden Prague.
Ende 1999 kam der Nachfolger Škoda Fabia I auf den Markt, der neben Schräghecklimousine und Combi ab 2001 auch als Stufenheck unter dem Namen Fabia Sedan erhältlich war.
Im Juni 2001, mit der Ende des Modelljahres 2001, lief der letzte Felicia vom Band.

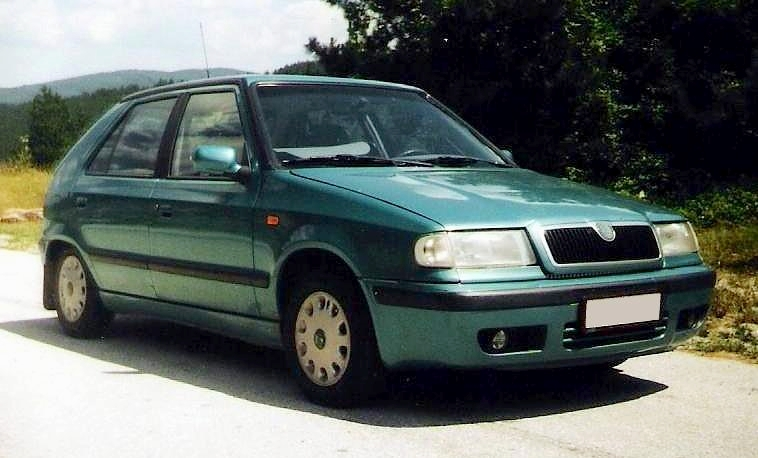
Škoda Felicia (1998–2001)
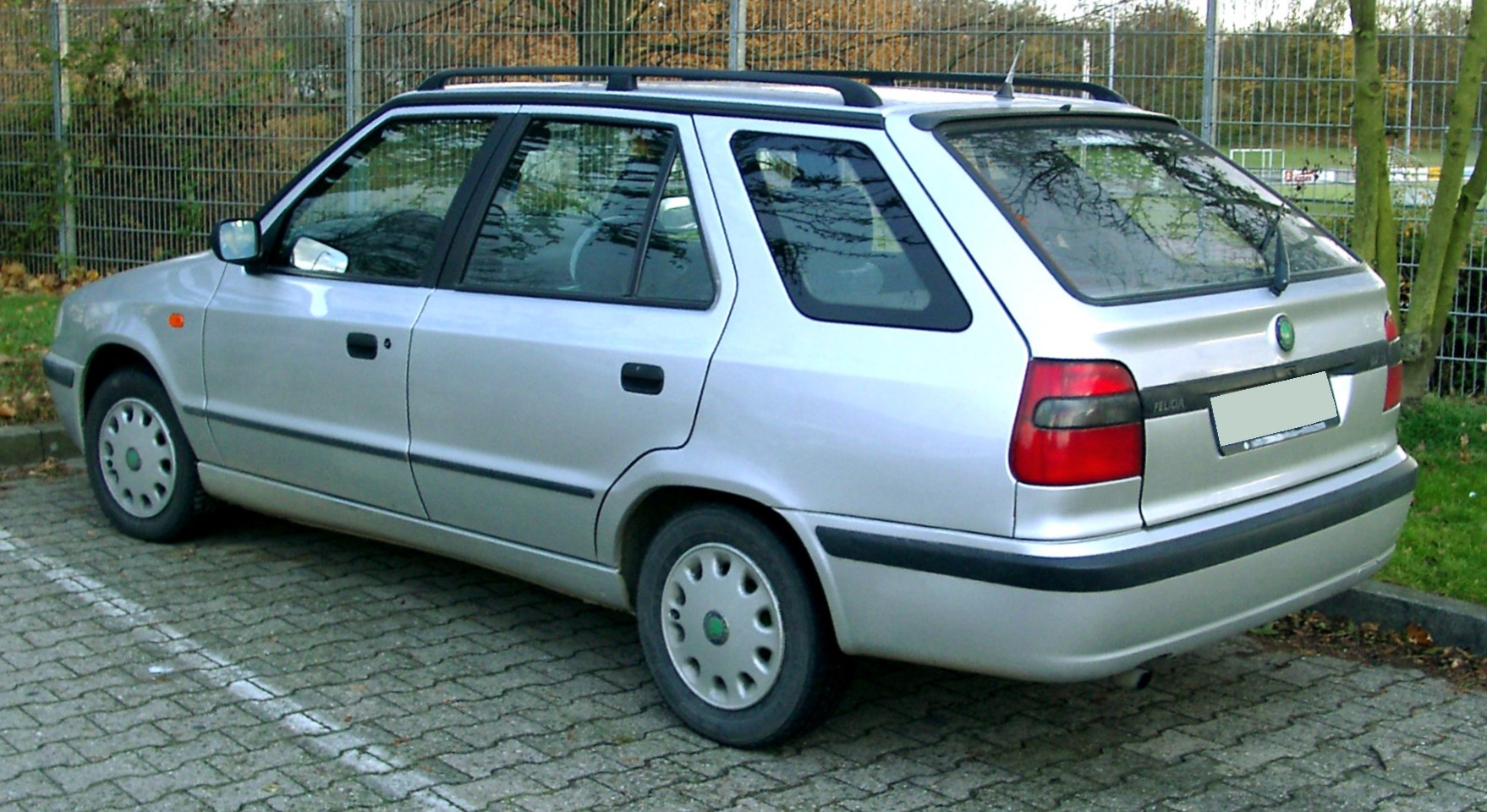
Škoda Felicia Combi (1998–2001)

Bereits zwischen 1959 und 1964 hatte Škoda schon einmal einen Wagen mit dem Namen Felicia hergestellt. Er war ein umbenanntes kleines Sportcabriolet Škoda 450 und nicht der Vorgänger des Modells aus den 1990ern.

### Neuzulassungen und aktueller Bestand in Deutschland
Aufgeführt ist die Anzahl der jährlichen Neuzulassungen in Deutschland ab 1995 nach Statistik des Kraftfahrt-Bundesamtes.
| Jahr   | 1995   | 1996   | 1997   | 1998   | 1999   | 2000   | 2001 |
| ------ | ------ | ------ | ------ | ------ | ------ | ------ | ---- |
| Anzahl | 18.120 | 21.187 | 21.069 | 18.094 | 17.398 | 10.041 | 83   |

Nach dem Abschlussbericht des Bundesamtes für Wirtschaft und Ausfuhrkontrolle wurden 9.298 Škoda Felicia zugunsten der Umweltprämie zwischen dem 27. Januar 2009 und dem 31. Juli 2010 verschrottet. Damit hatte der Felicia einen Anteil von 63,2 % an allen verschrotteten Škoda-Pkw. Im Jahr 2017 waren noch 9 492 Skoda Felicia in Deutschland zugelassen.

## Motoren
Der Felicia wurde sowohl mit Škoda-Motoren als auch mit Motoren von VW ausgeliefert: Die leistungsschwächeren Benzin-Varianten mit 54 PS bzw. 68 PS waren mit dem Aluminiummotor von Škoda ausgerüstet, der zuerst im Heckmotor-Škoda 742 verwendet worden war. Die leistungsstärkeren Benziner mit 75 PS und die Diesel hatten VW-Graugussmotoren, wie sie auch im Polo und Golf III eingebaut wurden.

### Technische Daten
|                                             | 1.1                   | 1.1                   | 1.3                                  | 1.3                    | 1.3                   | 1.3                   | 1.3 i                 | 1.3 i                  | 1.6 i                  | 1.9 D                      |
| Bauzeitraum                                 | 1994–1997             | 1997–1999             | 1994–1996                            | 1996–2001              | k. A.                 | k. A.                 | 1994–1996             | 1996–2001              | 1995–2001              | 1996–2001                  |
| Motorkenndaten                              |                       |                       |                                      |                        |                       |                       |                       |                        |                        |                            |
| Motorhersteller                             | Škoda Auto            | Škoda Auto            | Škoda Auto                           | Škoda Auto             | Škoda Auto            | Škoda Auto            | Škoda Auto            | Škoda Auto             | Volkswagen             | Volkswagen                 |
| Motorkennung                                | k. A.                 | k. A.                 | Š 791.135 B                          | 135M                   | k. A.                 | k. A.                 | Š 791.136 B           | 136M                   | AEE                    | 1Y, AEF                    |
| Motortyp                                    | R4-Ottomotor          | R4-Ottomotor          | R4-Ottomotor                         | R4-Ottomotor           | R4-Ottomotor          | R4-Ottomotor          | R4-Ottomotor          | R4-Ottomotor           | R4-Ottomotor           | R4-Dieselmotor             |
| Anzahl Ventile pro Zylinder                 | 2                     | 2                     | 2                                    | 2                      | 2                     | 2                     | 2                     | 2                      | 2                      | 2                          |
| Ventilsteuerung                             | OHV, Kette            | OHV, Kette            | OHV, Kette                           | OHV, Kette             | OHV, Kette            | OHV, Kette            | OHV, Kette            | OHV, Kette             | OHC, Zahnriemen        | OHC, Zahnriemen            |
| Gemischaufbereitung                         | Vergaser              | Saugrohreinspritzung  | Saugrohreinspritzung (Mono-Motronic) | Saugrohr- einspritzung | Vergaser              | Vergaser              | Mono-Motronic         | Saugrohr- einspritzung | Saugrohr- einspritzung | Wirbelkammer- einspritzung |
| Katalysator                                 | keines                | geregelt              | geregelt                             | geregelt               | ungeregelt            | keines                | geregelt              | geregelt               | geregelt               | keines                     |
| Motoraufladung                              | –                     | –                     | –                                    | –                      | –                     | –                     | –                     | –                      | –                      | –                          |
| Kühlung                                     | Wasserkühlung         | Wasserkühlung         | Wasserkühlung                        | Wasserkühlung          | Wasserkühlung         | Wasserkühlung         | Wasserkühlung         | Wasserkühlung          | Wasserkühlung          | Wasserkühlung              |
| Bohrung × Hub                               | 75,7 mm × 63,5 mm     | 75,7 mm × 63,5 mm     | 75,5 mm × 72,0 mm                    | 75,5 mm × 72,0 mm      | 75,5 mm × 72,0 mm     | 75,5 mm × 72,0 mm     | 75,5 mm × 72,0 mm     | 75,5 mm × 72,0 mm      | 76,5 mm × 86,9 mm      | 79,5 mm × 95,5 mm          |
| Hubraum                                     | 1143 cm³              | 1143 cm³              | 1289 cm³                             | 1289 cm³               | 1289 cm³              | 1289 cm³              | 1289 cm³              | 1289 cm³               | 1598 cm³               | 1896 cm³                   |
| Verdichtungsverhältnis                      | 8,8:1                 | 8,8:1                 | 8,8:1                                | 9,5:1                  | 8,8:1                 | 8,8:1                 | 9,7:1                 | 10,0:1                 | 9,8:1                  | 22,5:1                     |
| max. Leistung bei min−1                     | 38 kW (52 PS) 5200    | 38 kW (52 PS) 5200    | 40 kW (54 PS) 5000                   | 40 kW (54 PS) 4500     | 42 kW (57 PS) 5000    | 43 kW (58 PS) 5000    | 50 kW (68 PS) 5500    | 50 kW (68 PS) 5000     | 55 kW (75 PS) 4500     | 47 kW (64 PS) 4300         |
| max. Drehmoment bei min−1                   | 80 Nm 4000            | 80 Nm 4000            | 94 Nm 3250                           | 99 Nm 2500             | 94 Nm 3000            | 94 Nm 3000            | 100 Nm 3750           | 106 Nm 2600            | 135 Nm 3500            | 124 Nm 2500–3200           |
| Kraftübertragung                            |                       |                       |                                      |                        |                       |                       |                       |                        |                        |                            |
| Antrieb                                     | Vorderradantrieb      | Vorderradantrieb      | Vorderradantrieb                     | Vorderradantrieb       | Vorderradantrieb      | Vorderradantrieb      | Vorderradantrieb      | Vorderradantrieb       | Vorderradantrieb       | Vorderradantrieb           |
| Getriebe                                    | 5-Gang-Schaltgetriebe | 5-Gang-Schaltgetriebe | 5-Gang-Schaltgetriebe                | 5-Gang-Schaltgetriebe  | 5-Gang-Schaltgetriebe | 5-Gang-Schaltgetriebe | 5-Gang-Schaltgetriebe | 5-Gang-Schaltgetriebe  | 5-Gang-Schaltgetriebe  | 5-Gang-Schaltgetriebe      |
| Messwerte (Felicia)                         |                       |                       |                                      |                        |                       |                       |                       |                        |                        |                            |
| Höchstgeschwindigkeit                       | 140 km/h              | 140 km/h              | 145 km/h                             | 151 km/h               | 145 km/h              | 145 km/h              | 150 km/h              | 162 km/h               | 170 km/h               | 156 km/h                   |
| Beschleunigung, 0–100 km/h                  | 17,0 s                | 17,0 s                | 17,0 s                               | 15,5 s                 | 16,0 s                | 15,0 s                | 14,0 s                | 13,5 s                 | 12,0 s                 | 16,5 s                     |
| Kraftstoffverbrauch auf 100 km (kombiniert) | 7,6 l N               | 7,6 l N               | 7,7 l N                              | 6,4 l N                | 8,0 l N               | 7,9 l N               | 7,4 l S               | 6,7 l S                | 6,9 l S                | 6,4 l D                    |
| CO2-Emission (kombiniert)                   | k. A.                 | k. A.                 | k. A.                                | 154 g/km               | k. A.                 | k. A.                 | k. A.                 | 160 g/km               | 165 g/km               | 169 g/km                   |
| Messwerte (Felicia Combi)                   |                       |                       |                                      |                        |                       |                       |                       |                        |                        |                            |
| Höchstgeschwindigkeit                       | –                     | –                     | 140 km/h                             | 151 km/h               | 140 km/h              | 140 km/h              | 145 km/h              | 162 km/h               | 170 km/h               | 156 km/h                   |
| Beschleunigung, 0–100 km/h                  | –                     | –                     | 19,0 s                               | 16,5 s                 | 18,0 s                | 18,0 s                | 17,0 s                | 14,0 s                 | 13,0 s                 | 17,5 s                     |
| Kraftstoffverbrauch auf 100 km (kombiniert) | –                     | –                     | 7,6 l N                              | 6,4 l N                | 7,9 l N               | 7,8 l N               | 7,3 l S               | 6,7 l S                | 6,9 l S                | 6,4 l D                    |
| CO2-Emission (kombiniert)                   | –                     | –                     | k. A.                                | 154 g/km               | k. A.                 | k. A.                 | k. A.                 | 160 g/km               | 165 g/km               | 169 g/km                   |
| Messwerte (Vanplus)                         |                       |                       |                                      |                        |                       |                       |                       |                        |                        |                            |
| Höchstgeschwindigkeit                       | –                     | –                     | 130 km/h                             | 138 km/h               | 130 km/h              | 130 km/h              | 135 km/h              | 149 km/h               | 154 km/h               | 140 km/h                   |
| Beschleunigung, 0–100 km/h                  | –                     | –                     | 19,0 s                               | 17,0 s                 | 18,0 s                | 18,0 s                | 17,0 s                | 15,0 s                 | 13,5 s                 | 17,5 s                     |
| Kraftstoffverbrauch auf 100 km (kombiniert) | –                     | –                     | 8,7 l N                              | 8,4 l N                | 9,0 l N               | 8,9 l N               | 8,4 l S               | 8,2 l S                | 9,1 l S                | 6,4 l D                    |
| Messwerte (Pick-up)                         |                       |                       |                                      |                        |                       |                       |                       |                        |                        |                            |
| Höchstgeschwindigkeit                       | –                     | –                     | 135 km/h                             | 146 km/h               | 135 km/h              | 135 km/h              | 140 km/h              | 155 km/h               | 161 km/h               | 150 km/h                   |
| Beschleunigung, 0–100 km/h                  | –                     | –                     | 17,0 s                               | 16,0 s                 | 16,0 s                | 15,0 s                | 14,0 s                | 14,0 s                 | 12,5 s                 | 16,5 s                     |
| Kraftstoffverbrauch auf 100 km (kombiniert) | –                     | –                     | 7,8 l N                              | 7,8 l N                | 8,1 l N               | 8,0 l N               | 7,5 l S               | 8,1 l S                | 8,7 l S                | 6,4 l D                    |

Die Saugrohreinspritzung bei den Ottomotoren hatte anfangs ein Mono-Motronic-Steuergerät und war eine Einpunktanlage. Später wurde sie durch eine Mehrpunkteinspritzung abgelöst, bei der jeder Zylinder eine eigene Einspritzdüse hat. Wenige, vor allem für den osteuropäischen Markt gebaute Fahrzeuge haben einen Vergaser. Die Vergasermotoren erzeugten eine Leistung von 42 kW (57 PS) bis 43 kW (58 PS).
Die Modelle mit Ottomotor sind nicht E10-tauglich.

## Produktionszahlen Škoda Felicia
Gesamtproduktion 1.272.348 Fahrzeuge von 1994 bis 2001
| Jahr | 1994   | 1995    | 1996    | 1997    | 1998    | 1999    | 2000   | 2001   | Summe     |
| ---- | ------ | ------- | ------- | ------- | ------- | ------- | ------ | ------ | --------- |
|      | 10.602 | 189.358 | 238.958 | 260.826 | 250.847 | 198.008 | 98.635 | 25.114 | 1.272.348 |

## Modellvarianten
Verfügbare Ausstattungslinien waren:
- LX
- LXi
- GLX
- GLX 1.9D
- GLXi
- LXi 1,6
- GLX 1,6
- GLXi 1,6
- GLXi 1,6 top
- Felicia 2000
- L&K

Das „i“ ohne Zusatz „1,6“ kennzeichnet jeweils die leistungsstärkere Variante des original 1,3-Liter-Škoda-Motors.
Kurzzeitig war die Ausstattungslinie X zu bekommen, die nicht auf den Einbau eines Radios vorbereitet war. In den Jahren 1995 und 1996 wurde anlässlich des 100. Geburtstages von Laurin & Klement der Felicia L&K auf den Markt gebracht. Wie auch heute üblich, verfügte der L&K auch beim Felicia über eine Vollausstattung (u. a. Ledersitze mit Sitzheizung, elektrische Fensterheber (teilweise auch hinten), Ausstelldach und vielen anderen angenehmen Extras). Der L&K war nur mit dem 50 kW leistenden 1,3-Liter-Škoda-Alumotor und im Farbton „Indigoblau“ erhältlich.

## Pick-up
Auch eine Pick-up-Variante des Felicia wurde ab Mitte 1995 angeboten. In Deutschland wurden Pick-ups mit offener Ladefläche oder festem Dachaufbau ausgeliefert. Den Pick-up gab es nur mit Fahrerairbag, das Facelift vom Felicia wurde nicht übernommen.

### Felicia Fun
Eine Variante der Pick-up-Version ist der Mitte 1997 erscheinende Felicia Fun mit speziellem Farbkonzept. Bei Lackierung, dem Frontbügel und Lederausstattung dominiert ein auffälliger Gelbton. Dies gilt auch für das Lenkrad, das Kombiinstrument, den Schalthebel der Gangschaltung und die 13-Zoll-Alufelgen. Die B-Säule sowie die Kopfstützen sind ab Werk mit Applikationen eines stilisierten Froschkönigs aus dem Logo des Felicia Fun versehen. Beim Felicia Fun ist serienmäßig die Kabinenrückwand klappbar, wobei eine zweite Sitzreihe unter freiem Himmel entsteht. Es wurden Verdecke und Hardtops als Zubehör angeboten, so dass die Passagiere auf der Klapprückbank oder Gegenstände auf der Ladefläche auch wettergeschützt transportiert werden können. Der Felicia Fun wurde mit dem 1,6 i-Motor angeboten und insgesamt lediglich 4.016 mal gebaut.

## Vanplus
Der Combi war auf einigen Märkten auch als Lieferwagen mit Hochdach ohne hintere Seitenscheiben unter dem Namen Vanplus erhältlich.

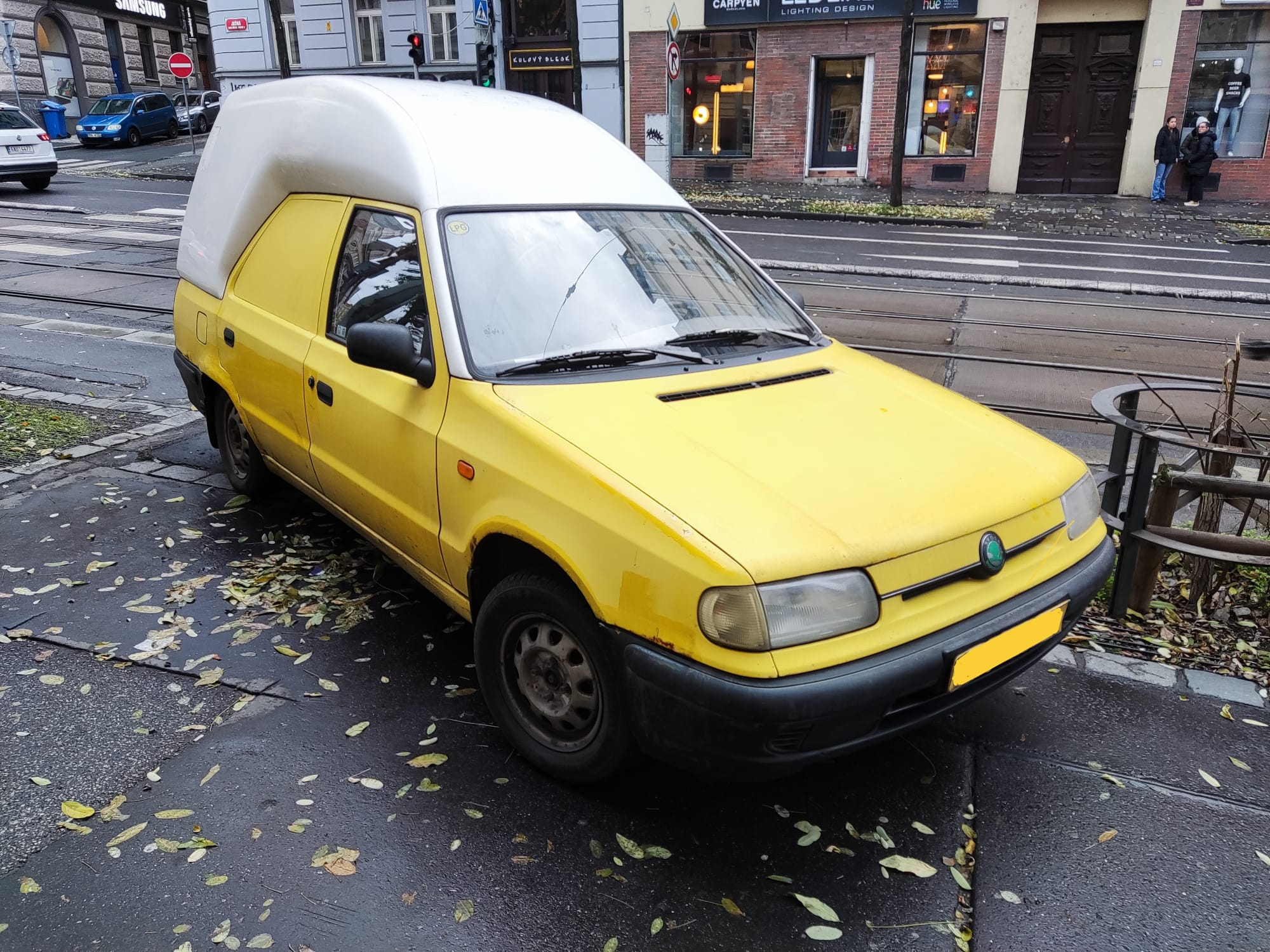
Skoda Felicia VanPlus
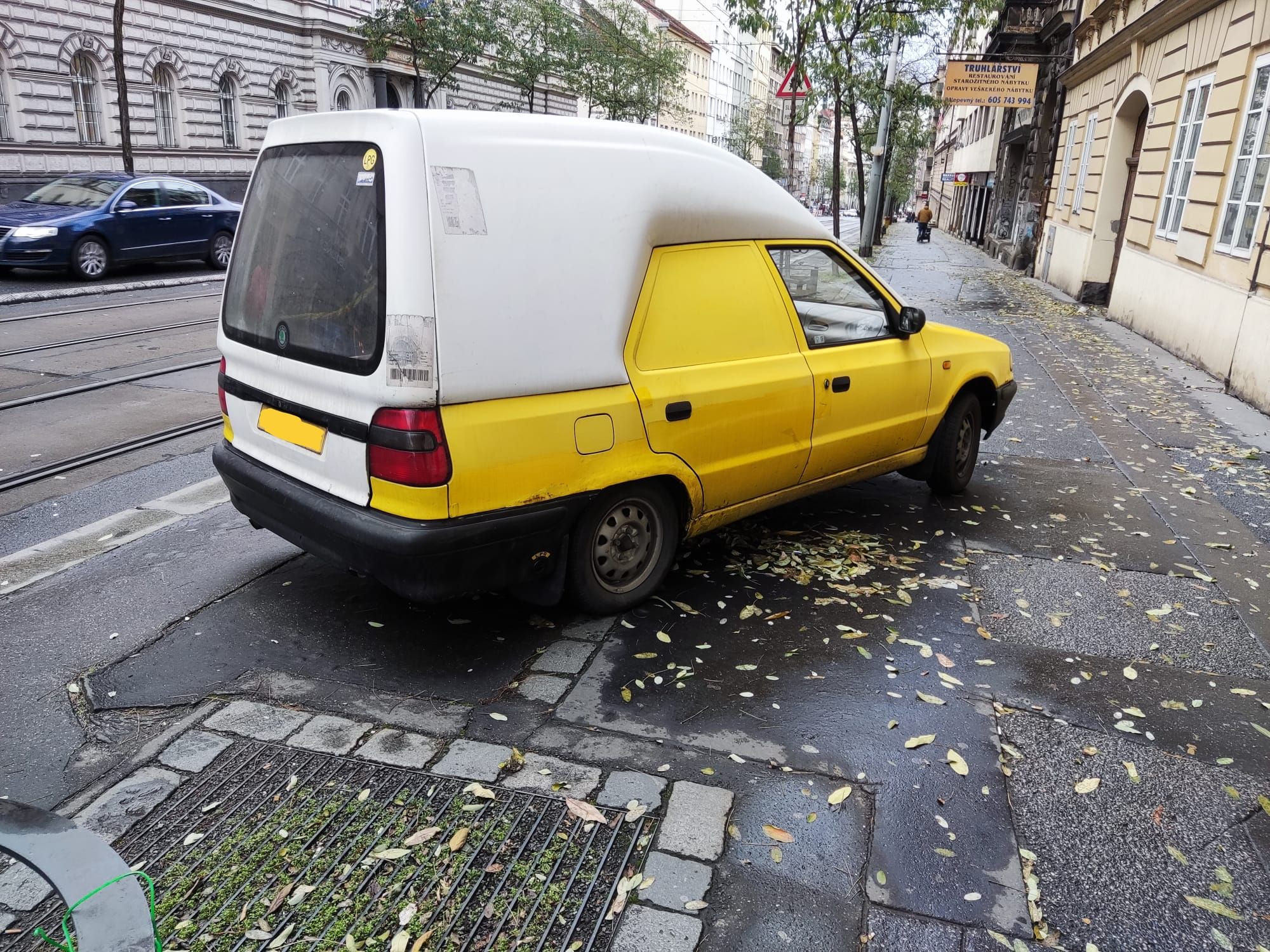
Heckansicht
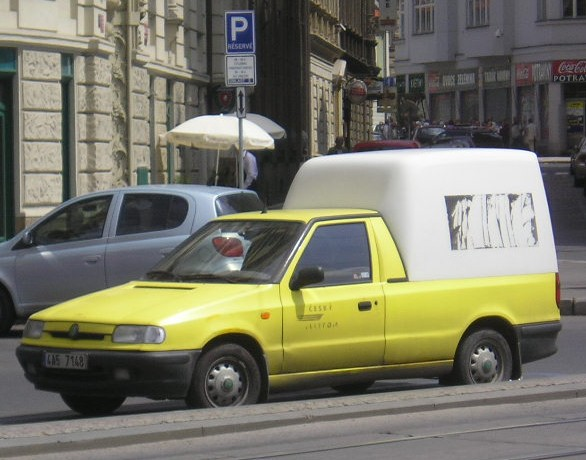
Škoda Pick-up (1995–2001)
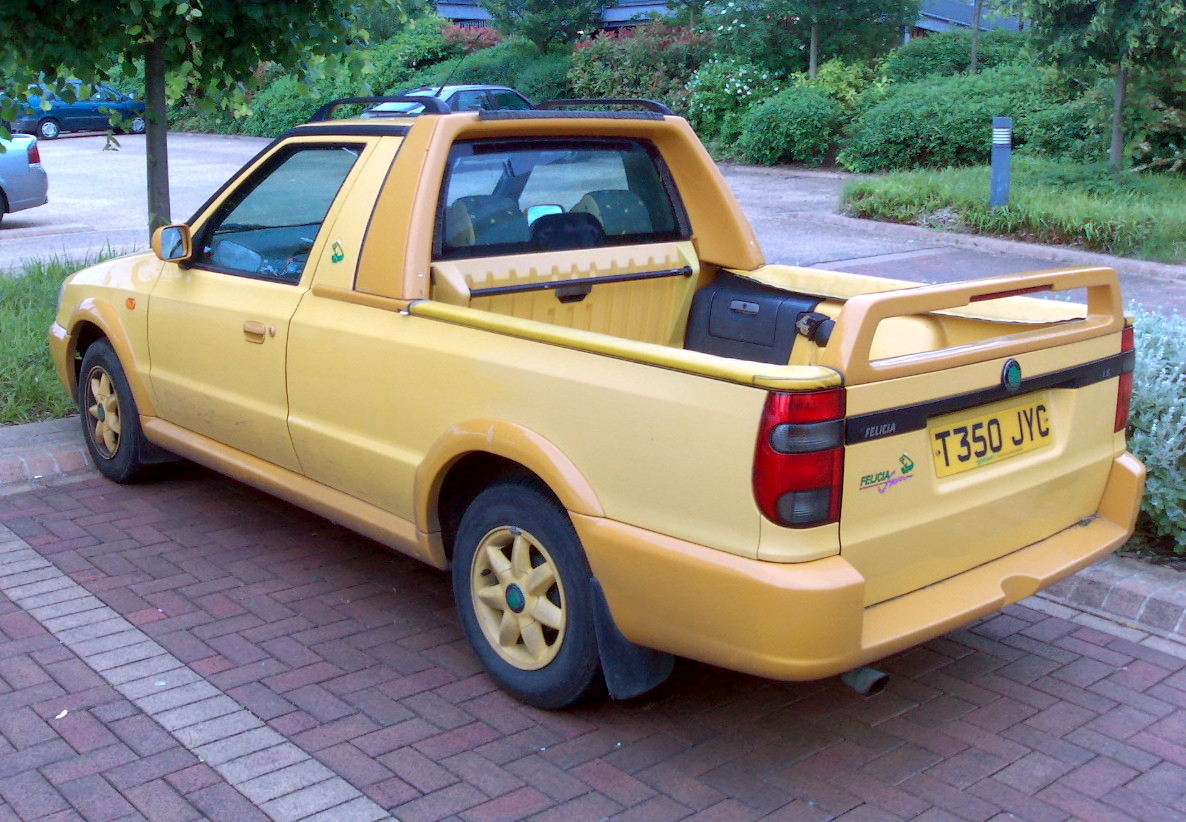
Škoda Pick-up „Fun“ (1997–2000)